# 聖多美縣

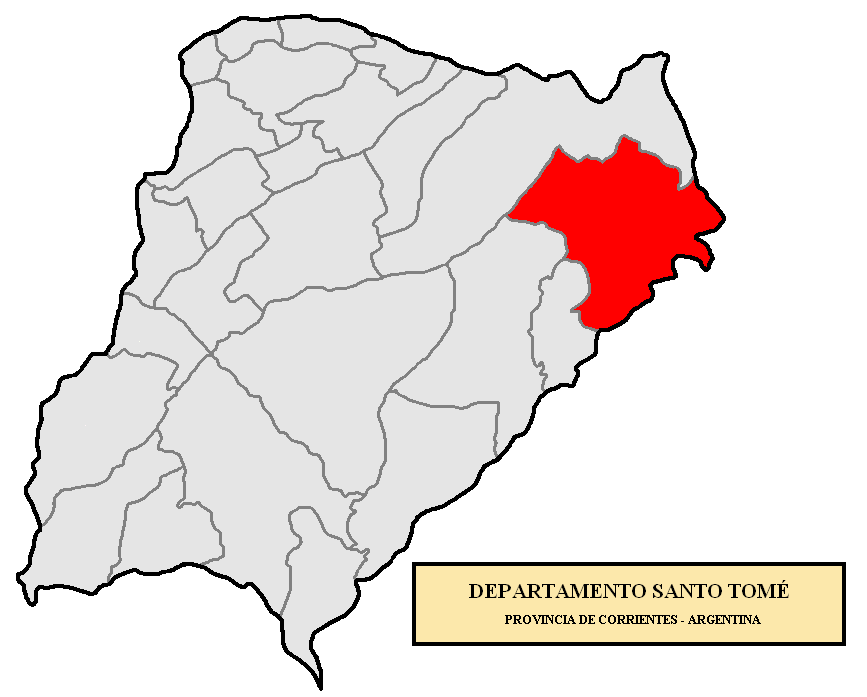

28°33′S 56°02′W / 28.550°S 56.033°W
聖多美縣（西班牙語：Departamento Santo Tomé），是阿根廷的縣份，位於該國北部科連特斯省，首府設於聖托托梅，東面與巴西接壤，面積7,359平方公里，2010年人口61,297，人口密度每平方公里8.33人。